# Indische Formel-4-Meisterschaft
Die indische Formel-4-Meisterschaft (offiziell Formula 4 Indian Championship certified by the FIA and approved by FMSCI) ist eine Automobilrennserie nach dem FIA-Formel-4-Reglement in Indien. Die indische Formel-4-Meisterschaft ist erstmals 2023 ausgetragen worden.
Die indische Formel-4-Meisterschaft wird von Racing Promotions Pvt. Ltd. (RPPL) und den Motorsportteams Mumbai Falcons und Prema Powerteam veranstaltet.

## Geschichte
Am 19. August 2021 wurde in Mumbai von Racing Promotions die Gründung einer indischen Formel-4-Meisterschaft sowie einer regionalen Formel-3-Meisterschaft in Indien verkündet. Die Fahrzeuge werden von Mumbai Falcons besessen und verwaltet während Prema Powerteam die sportlichen Abläufe mit Fahrern, Renningenieuren sowie Mechanikern sicherstellt und RPPL das operative Geschäft der Meisterschaft übernimmt.

## Sportliches Reglement

### Ablauf des Rennwochenendes
Jedes Rennwochenende besteht aus drei Rennen, die Dauer eines jeden Rennens beträgt exakt 30 Minuten. Vor dem ersten Rennen wird ein Qualifying abgehalten, dies bestimmt die Startaufstellung für das erste Rennen und die zweitschnellste Qualifying-Zeit eines jeden Fahrers bestimmt die Startaufstellung für das dritte Rennen. Die Startposition für das zweite Rennen wird das Ergebnis des ersten Rennens gestürzt; ein sogenannter „reversed grid“.

### Punkteverteilung
Die Punktewertung orientiert sich am aktuellen Punktesystem der Formel 1. Bei den Rennen eins und drei bekommen die ersten zehn des Rennens 25, 18, 15, 12, 10, 8, 6, 4, 2 bzw. 1 Punkt(e). Bei dem Rennen zwei bekommen die ersten zehn des Rennens 10, 9, 8, 7, 6, 5, 4, 3, 2 bzw. 1 Punkt(e). Es keine Zusatzpunkte für die Pole-Position und einen Zusatzpunkt für die schnellste Rennrunde verteilt.
| Punkteverteilung (2024–) | Punkteverteilung (2024–) | Punkteverteilung (2024–) | Punkteverteilung (2024–) | Punkteverteilung (2024–) | Punkteverteilung (2024–) | Punkteverteilung (2024–) | Punkteverteilung (2024–) | Punkteverteilung (2024–) | Punkteverteilung (2024–) | Punkteverteilung (2024–) | Punkteverteilung (2024–) | Punkteverteilung (2024–) |
| ------------------------ | ------------------------ | ------------------------ | ------------------------ | ------------------------ | ------------------------ | ------------------------ | ------------------------ | ------------------------ | ------------------------ | ------------------------ | ------------------------ | ------------------------ |
| Platz                    | 1                        | 2                        | 3                        | 4                        | 5                        | 6                        | 7                        | 8                        | 9                        | 10                       | PP                       | SR                       |
| Rennen 1 & 3             | 25                       | 18                       | 15                       | 12                       | 10                       | 8                        | 6                        | 4                        | 2                        | 1                        | –                        | 1                        |
| Rennen 2                 | 10                       | 9                        | 8                        | 7                        | 6                        | 5                        | 4                        | 3                        | 2                        | 1                        | –                        | 1                        |

Von 2022 bis 2023 gab es bei jedem Rennen dieselbe Punkteverteilung, Bonuspunkte für Pole-Position sowie Schnellste Rennrunde wurden nicht vergeben
| Punkteverteilung (2022–2023) | Punkteverteilung (2022–2023) | Punkteverteilung (2022–2023) | Punkteverteilung (2022–2023) | Punkteverteilung (2022–2023) | Punkteverteilung (2022–2023) | Punkteverteilung (2022–2023) | Punkteverteilung (2022–2023) | Punkteverteilung (2022–2023) | Punkteverteilung (2022–2023) | Punkteverteilung (2022–2023) | Punkteverteilung (2022–2023) | Punkteverteilung (2022–2023) |
| ---------------------------- | ---------------------------- | ---------------------------- | ---------------------------- | ---------------------------- | ---------------------------- | ---------------------------- | ---------------------------- | ---------------------------- | ---------------------------- | ---------------------------- | ---------------------------- | ---------------------------- |
| Platz                        | 1                            | 2                            | 3                            | 4                            | 5                            | 6                            | 7                            | 8                            | 9                            | 10                           | PP                           | SR                           |
| Punkte                       | 25                           | 18                           | 15                           | 12                           | 10                           | 8                            | 6                            | 4                            | 2                            | 1                            | –                            | –                            |

### Superlizenz-Punkte
Der Meister der Serie erhält 12 Punkte für die Superlizenz, der Vizemeister 10, der Dritte 7 Punkte bis zum siebtplatzierten, welcher den letzten verfügbaren Punkt für die Superlizenz erhält.
| Superlizenz-Verteilung | Superlizenz-Verteilung | Superlizenz-Verteilung | Superlizenz-Verteilung | Superlizenz-Verteilung | Superlizenz-Verteilung | Superlizenz-Verteilung | Superlizenz-Verteilung | Superlizenz-Verteilung | Superlizenz-Verteilung | Superlizenz-Verteilung |
| ---------------------- | ---------------------- | ---------------------- | ---------------------- | ---------------------- | ---------------------- | ---------------------- | ---------------------- | ---------------------- | ---------------------- | ---------------------- |
| Platz                  | 1                      | 2                      | 3                      | 4                      | 5                      | 6                      | 7                      | 8                      | 9                      | 10                     |
| Punkte                 | 12                     | 10                     | 7                      | 5                      | 3                      | 2                      | 1                      | 0                      | 0                      | 0                      |

### Preisgeld
Der Meisterschaftsgewinner erhält einen vollfinanzierten Platz in der darauffolgenden Formula-Regional-Indian-Championship-Saison.

### Teams und Fahrer
Alle Fahrer werden durch das italienische Motorsportteam Prema Powerteam ausgewählt und verwaltet.

## Technik

### Chassis
In der indischen Formel-4-Meisterschaft wird das Tatuus-Chassis F4 T-421 eingesetzt. Das 2021 präsentierte Chassis aus Italien ist ein Monocoque aus CFK und wiegt 570 kg, die Aufhängung besteht vorn sowie hinten aus einer Doppelquerlenkerachse mit innenliegenden Federn und Stoßdämpfern, betätigt über Schubstangen. Der T-421 besitzt als erster Formel-4-Rennwagen das Halo-System.

### Motor und Getriebe
Als Motor wird ein Abarth 1,4-Liter-T-Jet-Motor mit etwa 160 PS eingesetzt. Der Motor ist ein Vierzylinder-Turbomotor mit einer Maximaldrehzahl von 6.250/min und wiegt 110 kg.

## Fernsehübertragung
RPPL plant die Rennen über verschiedene Fernsehanbieter als Liveübertragung anzubieten.
Ab 2025 gibt es einen kostenlosen Facebook Livestream zu allen Rennen bei Motorsport Television Deutschland mit deutschen Kommentar. 

## Bisherige Meister
| Saison | Meister        | Punkte   | Zweiter       | Punkte   | Dritter      | Punkte   | Rookie            | Punkte            | Quelle |
| ------ | -------------- | -------- | ------------- | -------- | ------------ | -------- | ----------------- | ----------------- | ------ |
| 2022   | Abgesagt       | Abgesagt | Abgesagt      | Abgesagt | Abgesagt     | Abgesagt | Abgesagt          | Abgesagt          |        |
| 2023   | Cooper Webster | 282,5    | Rishon Rajeev | 220,5    | Akshay Bohra | 211,5    | Nicht ausgetragen | Nicht ausgetragen |        |
| 2024   | Aqil Alibhai   | 282,5    | Ruhaan Alva   | 220,5    | Jaden Pariat | 211,5    | Isaac Demellweek  | 92                |        |